# Decrepit Soul
Decrepit Soul ist eine australische Black- und Death-Metal-Band aus Newborough, die 2008 gegründet wurde.

## Geschichte
Die Band wurde im Jahr 2008 als Soloprojekt von Paul „Kako“ Douglas gegründet. Er veröffentlichte daraufhin das Demo Goddess of Despair. 2010 wurden zwei weitere Mitglieder hinzugefügt, ehe 2012 das Demo The Summoning und eine Split-Veröffentlichung mit Scarifier erschien. Zudem begann die Gruppe mit dem Spielen von Live-Shows. 2013 wurde The Summoning als Kompaktkassette bei Tridroid Records wiederveröffentlicht. Neben den Songs des Demos sind auch die Lieder der Split-Veröffentlichung enthalten, wobei diese auch neu abgemischt und gemastert wurden. Ende 2013 und Anfang 2014 wurde das Debütalbum aufgenommen, wobei 2014 der Schlagzeuger die Gruppe verließ. Das Album erschien im April 2015 unter dem Namen Uncreated and Eternal bei Sinister Essence Records. Im April stieß Marcus „Hellcunt“ als Schlagzeuger hinzu, ehe im August der Bassist Alex „Astro“ Kaczkowski die Gruppe verließ. Im November nahmen Douglas und „Hellcunt“ das zweite Album The Coming of War!! auf, das im März 2016 bei Iron Bonehead Productions erschien. Anfang des Jahres stießen der Gitarrist Unbeliever und der Bassist Innominandum als neue Mitglieder hinzu, ehe ab März weitere Konzerte folgten.

## Stil
Simon Dümpelmann vom Rock Hard schrieb in seiner Rezension zu The Coming of War!!, dass hierauf eine brutale Mischung aus Black- und Death-Metal enthalten sei, die hässlich und wuchtig klinge und Blastbeats und Doublebass einsetze. In den Songs gebe es auch immer wieder episch angehauchte Momente. Stephan Möller von Metal.de fasste die auf diesem Album befindlichen Stücke ebenfalls als Mix aus Black- und Death-Metal zusammen. Ähnliche Musik werde von Bestial Warlust gespielt, jedoch gehe man „rabiater, ungeschliffener und brutaler“ vor. Zudem gehöre die Gruppe „zu den technisch versierteren Kollegen im Spannungsfeld zwischen Black, Death und War Metal“. Das Album sei für Fans von Bestial Warlust, Black Witchery und Revenge geeignet.

## Diskografie
- 2009: Goddess of Despair (Demo, Kakorot Records)
- 2012: The Summoning (Demo, Kakorot Records)
- 2012: Decrepit Soul / Scarifier (Split mit Scarifier, Kakorot Records)
- 2015: Uncreated and Eternal (Album, Sinister Essence Records)
- 2015: The Coming of War (Demo, Eigenveröffentlichung)
- 2015: Black Goats Breath (Demo, Eigenveröffentlichung)
- 2016: The Coming of War!! (Album, Iron Bonehead Productions)